# Vornberger-Gletscher
Der Vornberger-Gletscher ist ein 16 km langer Gletscher auf der Siple-Insel vor der Bakutis-Küste des westantarktischen Marie-Byrd-Lands. Er entwässert die Nordseite der Insel und mündet in das Getz-Schelfeis.
Das Advisory Committee on Antarctic Names benannte ihn 2003 nach der Glaziologin Patricia Vornberger (* 1961) von der NASA, einer Spezialistin für die Auswertung von Fernerkundungsdaten zur Beobachtung der Eisbewegung in Westantarktika seit den 1980er Jahren.